# Mayo-Beli
Mayo-Beli (Mayo Ben) est un village de la commune de Galim-Tignère situé dans la région de l'Adamaoua et le département du Faro-et-Déo, à proximité de la frontière avec le Nigeria.

## Population
En 1971, Mayo-Beli comptait 267 habitants, principalement Niam-Niam.
Lors du recensement de 2005, le village était habité par 357 personnes, 183 de sexe masculin et 174 de sexe féminin.